# Castroville (Texas)
Castroville é uma cidade localizada no estado norte-americano do Texas, no Condado de Medina.

## Demografia
Segundo o censo norte-americano de 2000, a sua população era de 2664 habitantes.
Em 2006, foi estimada uma população de 3026, um aumento de 362 (13.6%).

## Geografia
De acordo com o United States Census Bureau tem uma área de
6,6 km², dos quais 6,6 km² cobertos por terra e 0,0 km² cobertos por água. Castroville localiza-se a aproximadamente 308 m acima do nível do mar.

## Localidades na vizinhança
O diagrama seguinte representa as localidades num raio de 28 km ao redor de Castroville.